# Kaliwedi Lor
Kaliwedi Lor is een bestuurslaag in het regentschap Cirebon van de provincie West-Java, Indonesië. Kaliwedi Lor telt 4489 inwoners (volkstelling 2010).